# アヴェッリーノ県

アヴェッリーノ県
Provincia di Avellino

アヴェッリーノ県（アヴェッリーノけん、イタリア語: Provincia di Avellino）は、イタリア共和国カンパニア州に属する県の一つ。県都はアヴェッリーノ。
この辺りの古代の名前は、オスク語でオオカミを意味する hirpus から Hirpinia （近代イタリア語では、この地はイルピニア (イタリア語：Irpinia) ）と呼ばれる。現代もオオカミが生息しているが、減少傾向である。

## 地理

### 位置・広がり
アヴェッリーノ県はカンパニア州の中東部に位置し、東にバジリカータ州・プッリャ州と接する。

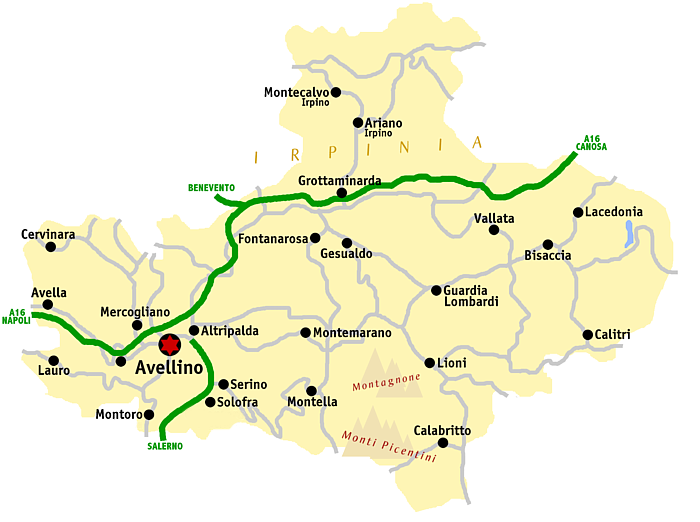
アヴェッリーノ県概略図

隣接する県は以下の通り。
- フォッジャ県（プッリャ州） - 北東
- ポテンツァ県（バジリカータ州） - 南東
- サレルノ県 - 南
- ナポリ県 - 西
- ベネヴェント県 - 北西

### 主要な都市
2001年の国勢調査に基づく居住地区（Località abitata）別人口統計によれば、人口8000人以上の都市は以下の通り。（　）内は所属コムーネ（自治体）名を示すが、都市名と同一の場合は省いた。 
- アヴェッリーノ - 47,150人
- ソロフラ - 11,200人
- TRESCINE （チェルヴィナーラ） - 9,538人
- アトリパルダ - 9,132人
- ARIANO IRPINO-MARTIRI (アリアーノ・イルピーノ） - 8,654人

- アヴェッリーノ
- チェルヴィナーラ
- アトリパルダ

## 行政区画

### コムーネ
アヴェッリーノ県には119のコムーネが属する。主要なコムーネ（人口上位15位）は下表の通り。左端の数字はISTATコードを示す。人口は2012年1月1日現在。
| コード | 自治体名                     | 人口   |
| ------ | ---------------------------- | ------ |
| 064008 | アヴェッリーノ               | 54,270 |
| 064005 | アリアーノ・イルピーノ       | 22,476 |
| 064101 | ソロフラ                     | 12,422 |
| 064049 | メルコリアーノ               | 12,392 |
| 064054 | モンテフォルテ・イルピーノ   | 11,001 |
| 064006 | アトリパルダ                 | 10,902 |
| 064061 | モントーロ・インフェリオーレ | 10,587 |
| 064025 | チェルヴィナーラ             | 9,949  |
| 064062 | モントーロ・スペリオーレ     | 8,903  |
| 064038 | グロッタミナルダ             | 8,313  |
| 064050 | ミラベッラ・エクラーノ       | 7,886  |
| 064057 | モンテッラ                   | 7,864  |
| 064007 | アヴェッラ                   | 7,818  |
| 064099 | セリーノ                     | 7,113  |
| 064044 | リオーニ                     | 6,337  |

21世紀に入って以降、以下のコムーネ統廃合 (it:Fusione di comuni italiani) が行われている。
2013年発足
- モントーロ（モントーロ・スペリオーレ、モントーロ・インフェリオーレが合併）

## スポーツ

### サッカー
県内に本拠を置くプロサッカークラブとしては以下がある。所属リーグは2012-13シーズン現在。
- ASアヴェッリーノ1912 （アヴェッリーノ） - レガ・プロ1（3部リーグ）

## 人物

### 著名な出身者
- フランチェスコ・デ・サンクティス - 19世紀の哲学者・美学者・文学研究者。現在のモッラ・デ・サンクティス生まれ。
- ロベルト・ロベルティ - 20世紀の映画監督。トレッラ・デイ・ロンバルディ生まれ。
- サルヴァトーレ・フェラガモ - 20世紀のファッションデザイナー。ボニート生まれ。
- チリアーコ・デ・ミータ - 政治家、イタリア共和国首相。ヌスコ生まれ。
- パンツェッタ・ジローラモ - 日本で活動するタレント・随筆家。ヴィッラノーヴァ・デル・バッティスタ生まれ。